# Presa Daniel-Johnson
Las centrales Manic-5 y Manic-5-PA y la presa Daniel-Johnson son una obra de ingeniería hidroeléctrica situada en la Costa Norte de Québec, Canadá, en el río Manicouagan, a 214 km al norte de la ciudad de Baie-Comeau. 
La presa tiene una altura de 214 m, una longitud de coronación de 1314 m y está dotada de 13 bóvedas y 14 contrafuertes. Se trata de la presa de bóvedas múltiples y contrafuertes más grande del mundo. Se inauguró en 1968 y se puso en servicio en 1970, en el marco del proyecto Manic-Outardes. La potencia total instalada de las dos centrales es de 2660 MW.